# کیرتسیک
کیرتسیک (به لاتین: Kirtsik) یک منطقهٔ مسکونی در روسیه است که در شهرستان کایتاگسکی واقع شده‌است.